# Bir al-Osta Milad
Koordinaten: 32° 51′ 11″ N, 13° 19′ 32,8″ O
Der Bir al-Osta Milad (arabisch بئر الأسطى ميلاد, DMG Biʾr al-usṭā Mīlād; auch Bir el-Osta Milad, deutsch etwa „die in der Mitte entspringende Quelle“), bekannt als „Friedhof der Namenlosen“ oder „Friedhof der Unbekannten“, ist ein Friedhof in Libyen vor den Toren der Hauptstadt Tripolis. Er wurde für die zahlreichen namenlosen Toten angelegt, die bei dem Versuch, als Asylsuchende von der Küstenstadt Tripolis aus über das Mittelmeer nach Europa zu gelangen, ertrunken sind.
Mehrere Hundert Mittelmeer-Flüchtlinge – namenlose Männer, Frauen und Kinder – sind bereits auf dem provisorischen Friedhof bestattet worden, der vom libyschen Roten Halbmond betreut wird. Die ersten Gräber wurden im Jahr 2012 belegt.
Sobald die Identität der Toten durch gerichtsmedizinische Untersuchungen ermittelt ist, sollen ihre Angehörigen verständigt und ihre sterblichen Überreste in ihre Heimatländer überführt werden. Bis es so weit ist, werden die einzelnen Gräber mit einer Platte versehen, auf welcher die Registriernummer, der Todestag und alle sonstigen verfügbaren Daten des unbekannten Toten verzeichnet sind. Da ohne das Instrument der DNA-Analyse gearbeitet werden muss und die wenigsten Toten Ausweispapiere bei sich haben, dauert die Identifizierung der Ertrunkenen lange.
Weitere 300 Gräber für die nächsten toten Migranten wurden bereits ausgehoben (Stand Dezember 2015).
Einem Bericht des US-amerikanischen, mehrfach preisgekrönten Investigativreporters Ian Urbina zufolge, der im Dezember 2021 in der linken Schweizer Wochenzeitung (WOZ) erschien, gab es im Frühjahr 2021 dort bereits rund 10.000 Gräber.